# Sobei
Le sobei est une langue océanienne, parlée par 1 000 locuteurs environ, dans trois villages Sarmi, Sawar et Bagaiserwar, près du centre du district de Sarmi dans la province de Papouasie en Indonésie.